# Стів Скаліс
Стівен Джозеф «Стів» Скаліс (англ. Stephen Joseph «Steve» Scalise; нар. 10 жовтня 1965, Новий Орлеан, Луїзіана) — американський політик. Представляє 1-й округ Луїзіани в Палаті представників США з 2008 року. Член Республіканської партії.
Перш ніж стати членом Конгресу, входив до Сенату Луїзіани 2008 року й Палати представників штату з 1996 до 2008. Скаліс замінив Боббі Джиндала, якого обрали губернатором. Здобув ступінь бакалавра в Університеті штату Луїзіана в Батон-Руж.